# ألفريدو تورو هاردي
ألفريدو تورو هاردي (بالإسبانية: Alfredo Toro Hardy) هو دبلوماسي فنزويلي، ولد في 22 مايو 1950 في كاراكاس في فنزويلا.